# Arab News

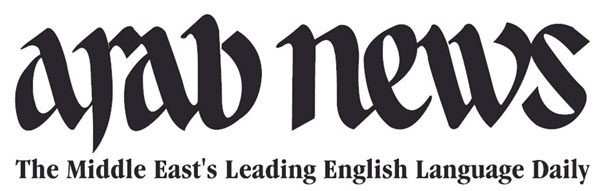
Logo bis März 2018

Arab News wurde 1975 als erste englischsprachige Zeitung in Saudi-Arabien von Hisham und Mohammed Ali Hafiz gegründet und ist die führende Quelle für Nachrichten die aus einer arabischen Perspektive berichtet. Sie wird von der Saudi Research & Publishing Company (SRPC), einer Tochter der Saudi Research & Marketing Group (SRMG) herausgegeben und ist gegenwärtig sowohl als gedruckte Tageszeitung verfügbar als auch im Internet erreichbar.
Die gedruckte Version von Arab News wird auch in Bahrain, Europa, Kuwait, dem Nahen Osten, Nordafrika, Oman, Katar, Saudi-Arabien, den Vereinigten Arabischen Emiraten und den Vereinigten Staaten veröffentlicht. Die Weltauflage betrug ca. 2004 rund 50.000 Exemplare gemäß den Zahlen der Firmenwebsite.
Firmensitz ist Dschidda in Saudi-Arabien. Langjähriger Chefredakteur war Khaled Al-Maeena, seit Januar 2013 war Mohammed Fahad Al-Harthi Chefredakteur der Arab News. Er wurde im September 2016 durch Faisal J. Abbas abgelöst.
Arab News hat im Rahmen der geplanten fortschreitenden globalen und digitalen Expansion der Zeitung 2018 eine pakistanische Online-Ausgabe unter dem Namen ARAB NEWS Pakistan Edition veröffentlicht.